# Jesús Díaz (piłkarz)
Jesús Antonio Díaz Gómez (ur. 21 maja 1999 w Monteríi) – kolumbijski piłkarz grający na pozycji pomocnika w klubie Raków Częstochowa.

## Kariera klubowa

### Tigres FC
Díaz przeszedł do Tigres FC 1 lipca 2019, wcześniej grał w Cortuluá FC. W Tigres zadebiutował 11 sierpnia 2019 w meczu z Boca Juniors de Cali (przeg. 2:0). Pierwszą bramkę zdobył 17 sierpnia 2019 w zremisowanym 1:1 spotkaniu przeciwko Realowi Santander. Łącznie dla tego klubu rozegrał 8 meczów i strzelił jednego gola.

### Atlético El Vigía FC
Díaz przeniósł się do Atlético El Vigía FC 20 kwietnia 2021. Grał tam do 2022.

### Cosmos Nowotaniec
Díaz trafił do Cosmosu Nowotaniec wiosną 2022. Występował w nim do 2023.

### Stal Rzeszów
Díaz przeszedł do Stali Rzeszów 1 lipca 2023. Debiut dla nich zaliczył 5 sierpnia 2023 w zremisowanym 0:0 spotkaniu przeciwko Wiśle Kraków. Pierwszego gola strzelił 11 listopada 2023 w meczu z Bruk-Bet Termalica Nieciecza (wyg. 1:2).

### Raków Częstochowa
Díaz został wypożyczony do Rakowa Częstochowa 6 września 2024. Zadebiutował u nich 22 września 2024 w wygranym 5:1 meczu z Zagłębiem Lubin. Pierwszą bramkę w barwach Rakowa zdobył 25 kwietnia 2025 w wygranym 3:0 meczu ze Śląskiem Wrocław. W sezonie 2024/2025 zdobył z Rakowem wicemistrzostwo Polski. 16 czerwca 2025 został wykupiony przez Raków i podpisał kontrakt do czerwca 2029 roku.

## Statystyki

### Klubowe
(aktualne na dzień 24 maja 2025)
| Klub               | Sezon              | Liga               | Liga  | Liga   | Puchar kraju | Puchar kraju | Suma  | Suma   |
| Klub               | Sezon              | Liga               | Mecze | Bramki | Mecze        | Bramki       | Mecze | Bramki |
| ------------------ | ------------------ | ------------------ | ----- | ------ | ------------ | ------------ | ----- | ------ |
| Tigres FC          | 2019               | Torneo Dimayor     | 8     | 1      | 0            | 0            | 8     | 1      |
| Tigres FC          | Ogólnie            | Ogólnie            | 8     | 1      | 0            | 0            | 8     | 1      |
| Stal Rzeszów       | 2023/24            | I liga             | 29    | 4      | 3            | 0            | 32    | 4      |
| Stal Rzeszów       | 2024/25            | I liga             | 6     | 3      | 0            | 0            | 6     | 3      |
| Stal Rzeszów       | Ogólnie            | Ogólnie            | 35    | 7      | 3            | 0            | 38    | 7      |
| Raków Częstochowa  | 2024/25            | Ekstraklasa        | 24    | 1      | 1            | 0            | 25    | 1      |
| Raków Częstochowa  | Ogólnie            | Ogólnie            | 24    | 1      | 1            | 0            | 25    | 1      |
| Ogólnie w karierze | Ogólnie w karierze | Ogólnie w karierze | 67    | 9      | 4            | 0            | 71    | 9      |